# Ministère des Affaires étrangères et européennes (Luxembourg)
Pour les articles homonymes, voir ministère des Affaires étrangères.
Au Grand-Duché de Luxembourg, le ministère des Affaires étrangères et européennes (en luxembourgeois : Aussen- an Europaministère) est l’administration responsable de la politique étrangère et européenne du Luxembourg. Elle est dirigée par le ministre, membre du gouvernement.
Depuis le 17 novembre 2023, Xavier Bettel est le ministre des Affaires étrangères et européennes.

## Organisation
Le ministère des Affaires étrangères et européennes est composé d'un secrétariat général et de huit directions.

### Secrétariat général
Le Secrétariat général est responsable de la coordination des services du ministère des Affaires étrangères ainsi que des missions diplomatiques et consulaires. Il a pour mission de préparer les éléments de la politique étrangère à l’intention du ministre des Affaires étrangères dans le but d’assurer la cohérence de la politique étrangère.
Le Secrétariat général assure l’administration des services dépendant du ministère. Il est compétent pour la gestion du personnel et veille au bon fonctionnement des missions diplomatiques et consulaires. Le Secrétariat général assure la coordination du ministère avec les autres ministères, la Chambre des députés, le Conseil de gouvernement et les administrations. Parmi les responsabilités du Secrétariat général figurent également la communication, la gestion de l’outil informatique et du site internet, la gestion des archives et du courrier, la gestion des immeubles, la sécurité du Ministère et des missions diplomatiques et consulaires.
Enfin, le Secrétariat général assure la présidence, le secrétariat et la comptabilité du Comité de coordination pour l’installation d’institutions et d’organismes européens.

### Directions

#### Direction des affaires politiques
La Direction des affaires politiques contribue, dans ses domaines de compétence, à la conception, la formulation et la mise en œuvre d’une politique étrangère cohérente. Son activité inclut les questions relevant du maintien de la paix et de la sécurité, le désarmement, les droits de l’homme, la lutte contre le terrorisme ou la non-prolifération des armes de destruction massive. L’action de la Direction s’inscrit tant dans un cadre bilatéral que dans le contexte d’organisations auxquelles le Luxembourg appartient, telles que l’Union européenne (UE), l’Organisation des Nations unies (ONU) et l’Organisation du traité de l'Atlantique nord (OTAN).

#### Direction des affaires européennes et des relations économiques internationales
La Direction des affaires européennes et relations économiques internationales du ministère assure la coordination de la politique européenne entre les départements ministériels. Elle préside le Comité interministériel de coordination de la politique européenne (CICPE), et assure la coordination de la transposition et de l’application du droit de l’Union européenne. Dans le cadre de la Présidence luxembourgeoise du Conseil de l’Union européenne au 2e semestre 2015, elle est chargée de la coordination. Ses agents représentent le gouvernement dans les affaires devant la Cour de justice de l’Union européenne. La Direction est l’interlocuteur privilégié des institutions et instances luxembourgeoises en matière de politique européenne; dans ce contexte elle a la charge de préparer les rapports annuels sur la politique européenne du gouvernement et sur la transposition des directives européennes soumis à la Chambre des députés.
La Direction assure la définition et la représentation de la politique économique internationale au sein des organisations multilatérales telles que l’UE, l’OMC ou l’OCDE. Elle représente aussi le Luxembourg au sein des enceintes européennes chargées de la politique commerciale, qui traitent notamment les dossiers anti-dumping, anti-subvention et d’accès au marché.
La Direction joue aussi un rôle de coordinateur pour ce qui est de la mise en œuvre de mesures restrictives et de sanctions décidées dans les enceintes internationales (ONU, UE).
La Direction, avec le réseau diplomatique et consulaire en appui, soutient le développement des relations économiques bilatérales, en étroite concertation avec les ministères concernés et les représentants du secteur public et privé. La Direction représente le MAEE auprès des organismes visant à promouvoir le développement économique du Luxembourg.
Le coordinateur général de la promotion de l’image de marque du Luxembourg à l’étranger, cellule destinée à assurer la cohérence de l’image de marque du Grand-Duché, est également rattaché à la Direction.
La Direction assure la coordination des négociations des conventions internationales avec des pays tiers, en appui aux ministères compétents, notamment dans les domaines de l’aviation, de la sécurité sociale, de la protection et promotion des investissements et de la non-double imposition.
La Direction des affaires européennes et relations économiques internationales gère aussi l’assistance technique que le Luxembourg fournit à des pays tiers. Cette assistance peut se faire par le transfert de connaissances scientifiques ou techniques adaptées aux besoins des pays bénéficiaires. Les projets s’ancrent dans divers secteurs dans lesquels le Luxembourg dispose d’une expertise spécifique (administration publique et droit européen, finances, nouvelles technologies, recherche et innovation, presse et médias, etc.) et sont mis en œuvre par l’intermédiaire de partenaires luxembourgeois et européens.

#### Direction du protocole et de la chancellerie
Les tâches assumées par la Direction du protocole et de la Chancellerie sont aussi nombreuses que variées.
Elle assure ainsi le service protocolaire pour le gouvernement. À ce titre, elle se charge notamment de l’organisation logistique et protocolaire des visites que les dignitaires étrangers effectuent au Grand-Duché de Luxembourg à l’occasion de rencontres bilatérales, de conférences internationales ou de séminaires. Ce faisant, elle contribue à créer un cadre au bon développement des relations diplomatiques et économiques entre pays et participe activement à la projection d’une bonne image de marque du Luxembourg à l’étranger.
La Direction du protocole représente également le premier interlocuteur pour les missions diplomatiques accréditées au Luxembourg et assure la gestion administrative du corps diplomatique, des institutions européennes et des organisations internationales ayant leur siège à Luxembourg.
La Direction du protocole et de la chancellerie est aussi chargée de la gestion du corps consulaire (honoraire et de carrière) au Luxembourg, comme de celle du corps consulaire luxembourgeois à l’étranger.
Enfin, la Direction du protocole et de la chancellerie assure la transmission de documents judiciaires et officiels émanant des autorités luxembourgeoises vers l’étranger et elle réceptionne pour le compte de l’État luxembourgeois les mêmes types de documents provenant d’autorités étrangères.

#### Direction des finances et des ressources humaines
La Direction des finances et des ressources humaines prépare et exécute le budget annuel du ministère des Affaires étrangères. Elle est aussi chargée de la gestion administrative et financière des ambassades et consulats luxembourgeois à l’étranger, y compris le personnel et l’immobilier, conformément au règlement grand-ducal du 1er août 1988 fixant le statut financier des missions diplomatiques et consulaires à l´étranger et de leurs agents. Elle s’occupe enfin du pré-contrôle des comptes et des inventaires des missions à l’étranger et de la supervision administrative des consulats honoraires.

#### Direction de la coopération au développement et de l'action humanitaire
La Direction de la coopération au développement et de l’action humanitaire conseille et assiste la ministre de la Coopération et de l'Action humanitaire dans la formulation et la mise en œuvre d’une politique active de coopération au développement et d’action humanitaire, sur base de la loi du 6 janvier 1996 sur la coopération au développement. L’action de la direction de la coopération au développement au service de l’éradication de la pauvreté, notamment dans les pays les moins avancés, est l'expression de la solidarité internationale du Luxembourg. L’objectif principal en matière de coopération au développement est la réduction et, à terme l’éradication de la pauvreté, à travers le soutien au développement durable sur le plan économique, social et environnemental des pays en développement. L’action humanitaire a pour objectif de répondre à des situations qui ont pour origine des catastrophes naturelles et des crises créées par l’homme.

#### Direction des affaires consulaires et des relations culturelles internationales
La Direction des affaires consulaires et des relations culturelles internationales assure, en coopération avec les missions diplomatiques et consulaires, l’assistance consulaire aux ressortissants luxembourgeois qui se trouvent en détresse à l’étranger (situation de crises, perte de documents d’identité, accident ou maladie grave, détention, etc.). La Direction est également chargée, en concertation étroite avec le ministère de la Culture, de la promotion culturelle du Luxembourg à l’étranger à travers le réseau diplomatique luxembourgeois.
Elle comprend également le Bureau des passeports, visas et légalisation.
Le Bureau des passeports, visas et légalisation est compétent dans :
- la personnalisation et la délivrance de passeports, de passeports de service et passeports diplomatiques ainsi que des titres de voyage pour étrangers, réfugiés et apatrides ;
- l’émission de laissez-passer ;
- la délivrance des visas d’une durée de validité inférieure à trois mois ;
- la délivrance d’apostille et la légalisation de documents émis par des autorités luxembourgeoises destinées à être produits auprès d’autorités publiques d’un pays étranger ;
- la représentation du ministère dans les forums européens et internationaux ayant trait aux domaines susmentionnés.

#### Direction de la défense
La défense est une partie intégrante de la politique étrangère du Luxembourg. Elle s’exprime de manière complémentaire au sein de l’Alliance atlantique et de l’Union européenne dans le cadre de sa politique de sécurité et de défense.
En déployant des militaires dans les missions de l’OTAN et de l’Union européenne de même que de l’Organisation des Nations unies (ONU), le Luxembourg participe activement à la protection et à la défense des intérêts de sécurité de l’Europe, témoignant ainsi sa solidarité avec ses alliés et partenaires en partageant, à sa mesure, le fardeau des engagements internationaux et les risques encourus
La Direction de la défense coordonne et met en œuvre la politique de défense du Luxembourg. Elle assure la préparation et le suivi des réunions nationales et internationales auxquelles assiste le ministre de la Défense
La Direction de la défense définit le cadre réglementaire et accompagne les engagements opérationnels de l’armée luxembourgeoise à l’étranger d’un point de vue politico-militaire.
La Direction de la défense est par ailleurs chargée de développer des capacités et moyens militaires et d’identifier des investissements permettant la diversification de l’effort de défense du Luxembourg
Sur le plan national, la Direction de la défense assure la gestion de l’organisation et du personnel de l’armée dans les domaines législatif, réglementaire et budgétaire. Elle est ainsi également chargée du recrutement des jeunes qui désirent s’engager comme soldats volontaires à l’armée luxembourgeoise.

#### Direction de l'immigration
La Direction de l’immigration se compose de différents services, dont notamment le Service des étrangers, le Service des réfugiés et le Service des retours.
- Le Service des étrangers traite les demandes en relation avec la libre circulation des personnes (citoyens de l’Union européenne et les membres de leur famille) et avec l'entrée et le séjour des ressortissants de pays tiers.
- Le Service des réfugiés est compétent pour enregistrer et traiter les demandes de protection internationale et pour statuer sur celles-ci.
- Le Service des retours met en œuvre les décisions de retour des personnes en séjour irrégulier.

Par ailleurs, la Direction de l’immigration est l’autorité responsable du Fonds européen pour le retour (2008-2013) et l’autorité déléguée du Fonds asile, migration et intégration (AMIF) (2014-2020).

## Missions et attributions

### Missions
Le Ministère des Affaires étrangères et européennes (MAEE) définit et met en œuvre la politique étrangère et européenne du Luxembourg. Il coordonne l’action extérieure du gouvernement luxembourgeois. Le MAEE s’efforce de promouvoir une approche cohérente en matière de diplomatie, de défense, de développement et d’immigration et appuie les intérêts luxembourgeois à l’étranger.

### Attributions
Les missions du ministère des Affaires étrangères et européennes sont définies par l'arrêté grand-ducal portant constitution des ministères.